# Charly Gaul
Charly Gaul (Pfaffenthal, Luxemburgo, 8 de diciembre de 1932 - Luxemburgo, 6 de diciembre de 2005), apodado el Ángel de las Montañas, fue un ciclista luxemburgués, profesional entre los años 1953 y 1965, durante los cuales consiguió 52 victorias.
Vencedor del Tour de Francia (1958) y de dos ediciones del Giro de Italia (1956 y 1959), es considerado uno de los mejores escaladores de la historia del ciclismo.

## Biografía

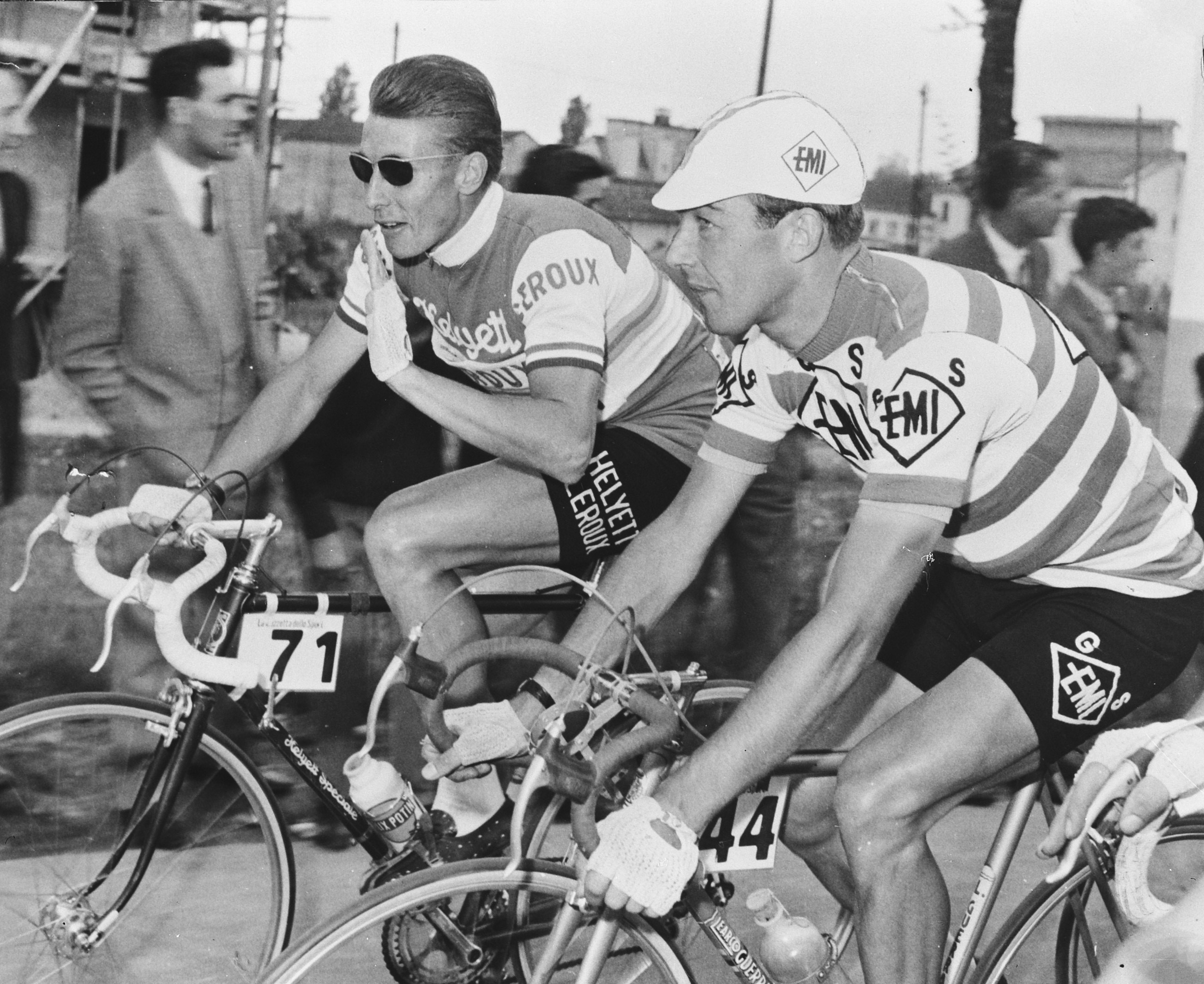
Anquetil y Gaul (1959)

Aunque también era un buen contrarrelojista, era más conocido por sus cualidades como escalador. Gaul se encontraba particularmente a gusto cuando las condiciones climatológicas eran adversas, cualidad que aprovechaba para atacar a sus rivales.
Charly Gaul ganó el Tour de Francia 1958, venciendo en tres etapas contrarreloj y en la etapa con final en el Mont Ventoux, en la cual rivalizó con el español Federico Martín Bahamontes. En la etapa siguiente, Gaul perdería más de diez minutos por dificultades técnicas. Sin embargo, en la última etapa de los Alpes, lanzaría un ataque decisivo y ganaría más de quince minutos respecto al líder, sentenciando así el Tour de Francia.
Gaul también ganó dos Giro de Italia, en 1956, donde realizó soberbias etapas en los Dolomitas, y en 1959, donde batió al francés Jacques Anquetil.
Además, obtuvo buenas clasificaciones en otras participaciones, tanto en el Giro como en el Tour. Al provenir de un país pequeño, se vio en ocasiones en equipos mixtos, ya que en aquella época, el Tour solía disputarse por equipos nacionales, lo cual le perjudicó al no contar con buenos gregarios.
En los últimos años el ciclista que más le ha recordado por su estilo de correr ha sido Marco Pantani, del cual Gaul fue amigo. De la misma manera que el ciclista italiano, también Gaul pasó por muchos problemas cuando se retiró; en principio se ocupó de la gestión de una cervecería con resultados lamentables, y después cayó en el abismo del alcohol, aunque tuvo la fuerza de levantarse y consiguió trabajar en el museo del deporte de Luxemburgo.
En el año 2002 fue designado como uno de los ciclistas más destacados de la historia al ser elegido para formar parte de la Sesión Inaugural del Salón de la Fama de la UCI.

## Palmarés

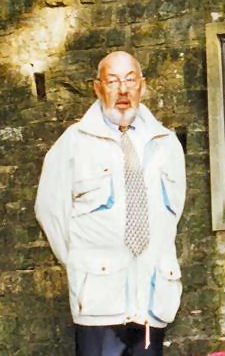
Charly Gaul (1998)

| 1951 - Flèche du Sud 1953 - 3.º en el Campeonato de Luxemburgo en Ruta - Flèche du Sud 1954 - 3.º en el Campeonato Mundial en Ruta - 2.º en el Campeonato de Luxemburgo en Ruta 1955 - 3.º en el Tour de Francia, más 2 etapas y clasificación de la montaña - Tour du Sud-Est 1956 - Campeonato de Luxemburgo en Ruta - Giro de Italia , más 3 etapas y clasificación de la montaña - 2 etapas del Tour de Francia, más clasificación de la montaña - Tour de Luxemburgo 1957 - Campeonato de Luxemburgo en Ruta - 2 etapas del Giro de Italia | 1958 - Tour de Francia , más 4 etapas - 3.º en el Giro de Italia, más 1 etapa - 2.º en el Campeonato de Luxemburgo en Ruta 1959 - Campeonato de Luxemburgo en Ruta - Giro de Italia , más 3 etapas y clasificación de la montaña - 1 etapa del Tour de Francia - Tour de Luxemburgo 1960 - Campeonato de Luxemburgo en Ruta - 3.º en el Giro de Italia, más 1 etapa 1961 - Campeonato de Luxemburgo en Ruta - 3.º en el Tour de Francia, más 1 etapa - 1 etapa del Giro de Italia - Tour de Luxemburgo 1962 - Campeonato de Luxemburgo en Ruta |

## Resultados

### Grandes Vueltas
| Carrera | Carrera         | 1953 | 1954 | 1955 | 1956 | 1957 | 1958 | 1959 | 1960 | 1961 | 1962 | 1963 |
| ------- | --------------- | ---- | ---- | ---- | ---- | ---- | ---- | ---- | ---- | ---- | ---- | ---- |
|         | Giro de Italia  | —    | —    | —    | 1.º  | 4.º  | 3.º  | 1.º  | 3.º  | 4.º  | Ab.  | —    |
|         | Tour de Francia | Ab.  | Ab.  | 3.º  | 13.º | Ab.  | 1.º  | 12.º | —    | 3.º  | 9.º  | Ab.  |
|         | Vuelta a España | X    | X    | —    | —    | —    | —    | —    | Ab.  | —    | —    | —    |

-: no participa

Ab.: abandono

### Vueltas menores
| Carrera | Carrera                | 1953 | 1954 | 1955 | 1956 | 1957 | 1958 | 1959 | 1960 | 1961 | 1962 | 1963 |
| ------- | ---------------------- | ---- | ---- | ---- | ---- | ---- | ---- | ---- | ---- | ---- | ---- | ---- |
|         | Tour de Romandía       | —    | —    | 6.º  | —    | —    | —    | —    | —    | 4.º  | 16.º | —    |
|         | Critérium del Dauphiné | 2.º  | 4.º  | —    | —    | —    | —    | —    | —    | —    | —    | 33.º |

### Clásicas y Campeonatos
| Carrera              | Carrera              | 1953 | 1954 | 1955 | 1956 | 1957  | 1958 | 1959 | 1960 | 1961 | 1962 | 1963 | 1964 | 1965 |
| -------------------- | -------------------- | ---- | ---- | ---- | ---- | ----- | ---- | ---- | ---- | ---- | ---- | ---- | ---- | ---- |
|                      | Milán-San Remo       | —    | —    | —    | —    | 125.º | —    | 35.º | —    | —    | —    | —    | —    | —    |
| Flecha Valona        | Flecha Valona        | —    | —    | —    | —    | —     | 10.º | —    | —    | —    | —    | —    | —    | —    |
|                      | Lieja-Bastoña-Lieja  | —    | —    | —    | —    | —     | —    | —    | —    | —    | —    | —    | —    | 14.º |
| Campeonato de Zúrich | Campeonato de Zúrich | —    | 9.º  | —    | —    | —     | —    | —    | —    | —    | —    | —    | —    | —    |
| París-Bruselas       | París-Bruselas       | —    | —    | —    | —    | —     | —    | —    | —    | —    | —    | —    | —    | 69.º |
| Mundial en Ruta      | Mundial en Ruta      | 6.º  | 3.º  | —    | —    | 27.º  | Ab.  | Ab.  | 7.º  | Ab.  | 26.º | —    | —    | —    |
| Luxemburgo en Ruta   | Luxemburgo en Ruta   | —    | —    | —    | 1.º  | 1.º   | —    | 1.º  | 1.º  | 1.º  | 1.º  | —    | —    | —    |